# حمله به کلانتری ۱۶ زاهدان
حمله به کلانتری ۱۶ زاهدان در ساعت ۰۷:۱۵ روز شنبه ۱۷ تیر ۱۴۰۲ چهار نفر از عوامل مسلح گروه جیش العدل کلانتری ۱۶ کوی شهدا زاهدان را که محل وقوع جمعه خونین زاهدان بود به رگبار بستند و با ماموران کلانتری درگیر شدند و درگیری تا ساعت ۰۹:۳۰ دقیقه در کلانتری در جریان بود. سپاه پاسداران کنترل امنیت شهر را به دست گرفت و مهاجمین پس از درگیری با پلیس کشته شدند که از نیروی پلیس یک ستوان نیروی انتظامی و یک سرباز وظیفه کشته شدند.

## واکنش‌ها
- مولوی عبدالحمید امام جمعه اهل سنت زاهدان در بیانیه خود، با اشاره به اینکه اگرچه تاکنون از «ابعاد این جریان، کیفیت حمله و اینکه چه گروه یا افرادی پشت آن قرار دارند» بی‌اطلاع است اما از هر نوع «خشونت، حمله مسلحانه و حرکتی که سبب ناامنی شود» اعلام برائت کرد.[۴][۵]

- پاکستان - وزارت امور خارجه پاکستان با انتشار بیانیه‌ای حمله به کلانتری ۱۶ زاهدان را محکوم کرد و تأکید نمود که «ما عمیقا به خانواده‌های داغ‌دیده تسلیت می‌گوییم و آرزوی بهبودی سریع برای مجروحان داریم.» و اعلام کرد که پاکستان «در مبارزه مشترک با آفت تروریسم با دولت و ملت ایران هم‌بستگی کامل دارد.»[۶][۷]